# Góry Yūbari
Góry Yūbari (jap. 夕張山地 Yūbari-sanchi) – niewielki łańcuch górski o długości 60 km w centralnej części japońskiej wyspy Hokkaido (Hokkaidō). Najwyższe wzniesienie tych gór Ashibetsu-dake osiąga 1 727 m n.p.m., a drugi pod względem wysokości szczyt Yūbari-dake ma 1668 m.

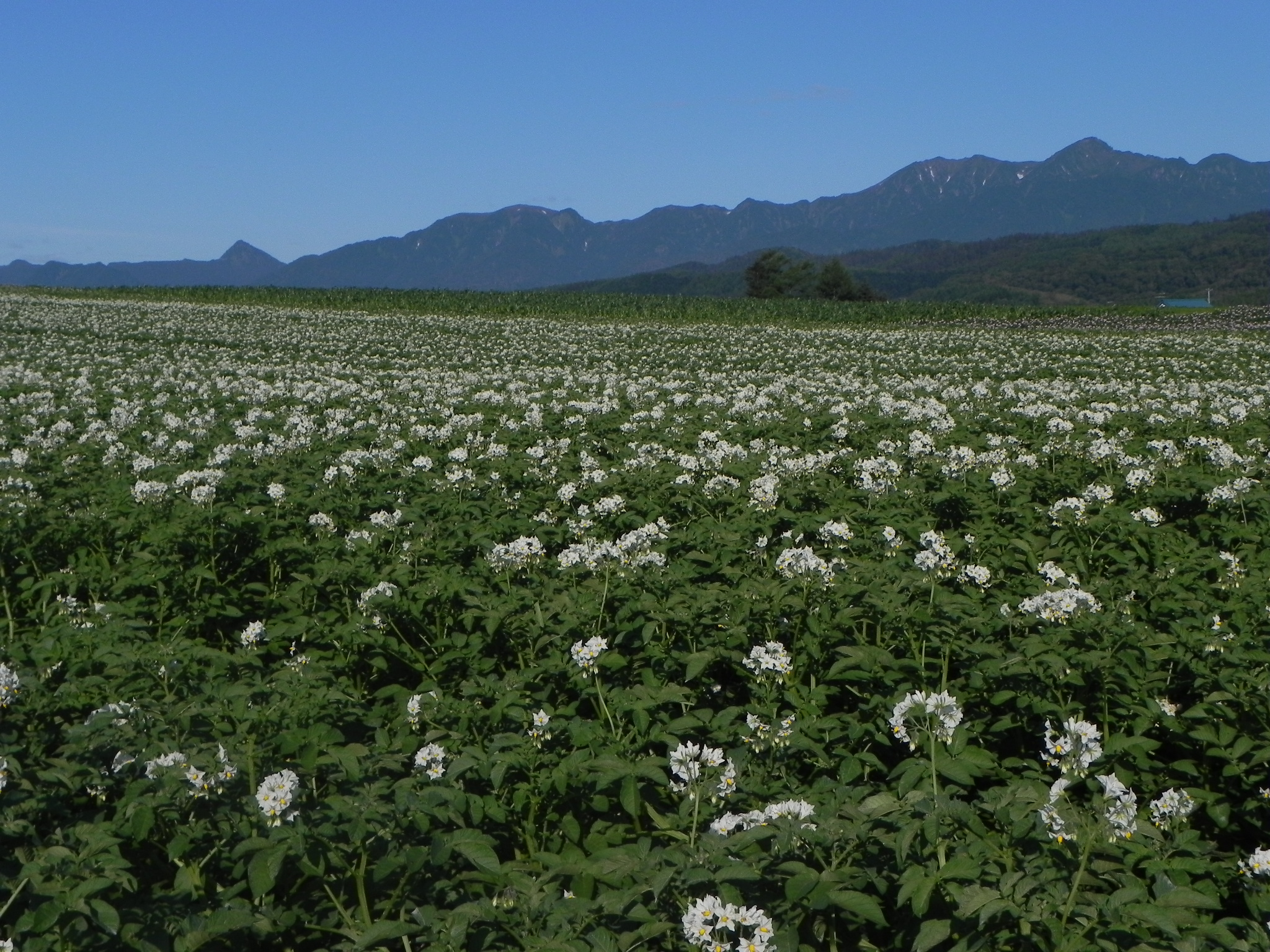
Panorama gór Yūbari

Część tego pasma górskiego leży na terenie Furano-Ashibetsu Prefectural Natural Park. 